# Spildeholmen
Spildeholmen est une île dans le landskap Sunnhordland du comté de Vestland. Elle appartient administrativement à Øygarden.

## Géographie
Rocheuse et couverte d'arbres, elle s'étend sur environ 252 m de longueur pour une largeur approximative de 152 m. Elle compte une habitation et un petit quai d'amarrage.